# Mouvements civils à Belize en 2005
 (novembre 2008).
Si vous disposez d'ouvrages ou d'articles de référence ou si vous connaissez des sites web de qualité traitant du thème abordé ici, merci de compléter l'article en donnant les références utiles à sa vérifiabilité et en les liant à la section « Notes et références ».
Les mouvements civils à Belize en 2005 désignent une série d'émeutes et manifestations populaires qui se produisent à Belize le 20 janvier 2005 et les jours qui suivent, lors de la mise en place de nouvelles taxes. Des grèves se déclenchent, des bureaux gouvernementaux sont incendiés, les ports fermés et la distribution d'eau courante interrompue. Alors que les ministres se rendaient à pied vers l'immeuble du gouvernement, des manifestants leur jettent des pierres et des bouteilles, ce qui provoque l'intervention de la police et des forces militaires pour endiguer la foule.

## Contexte

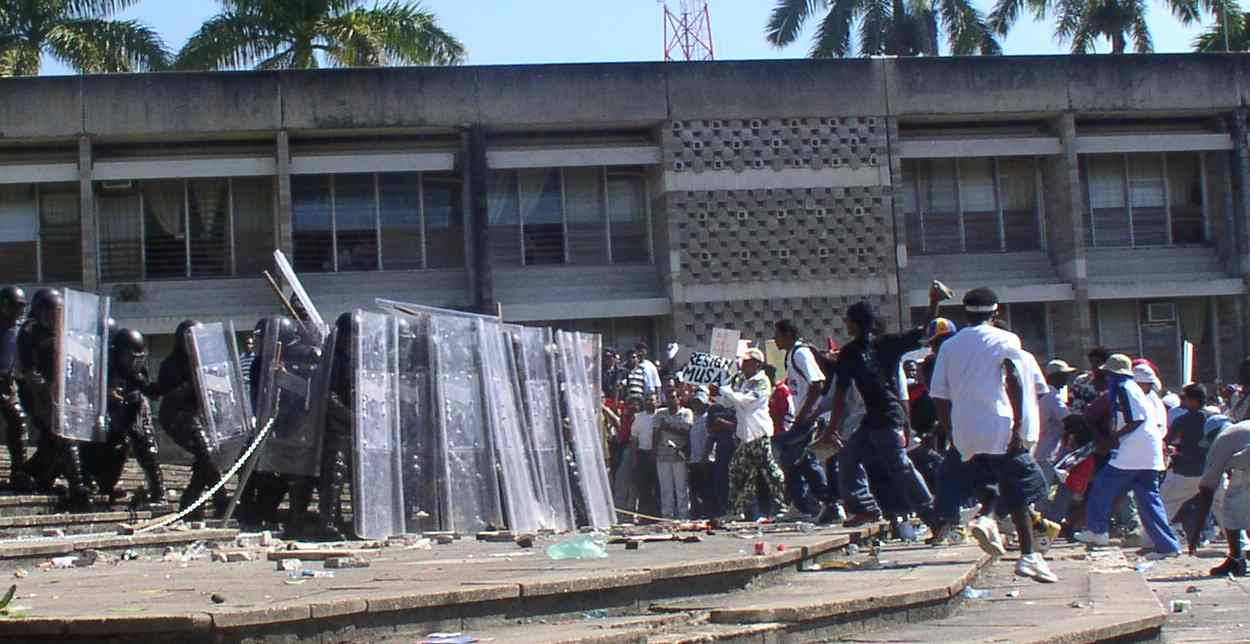
Protestations à Belmopan, le 21 janvier 2005.

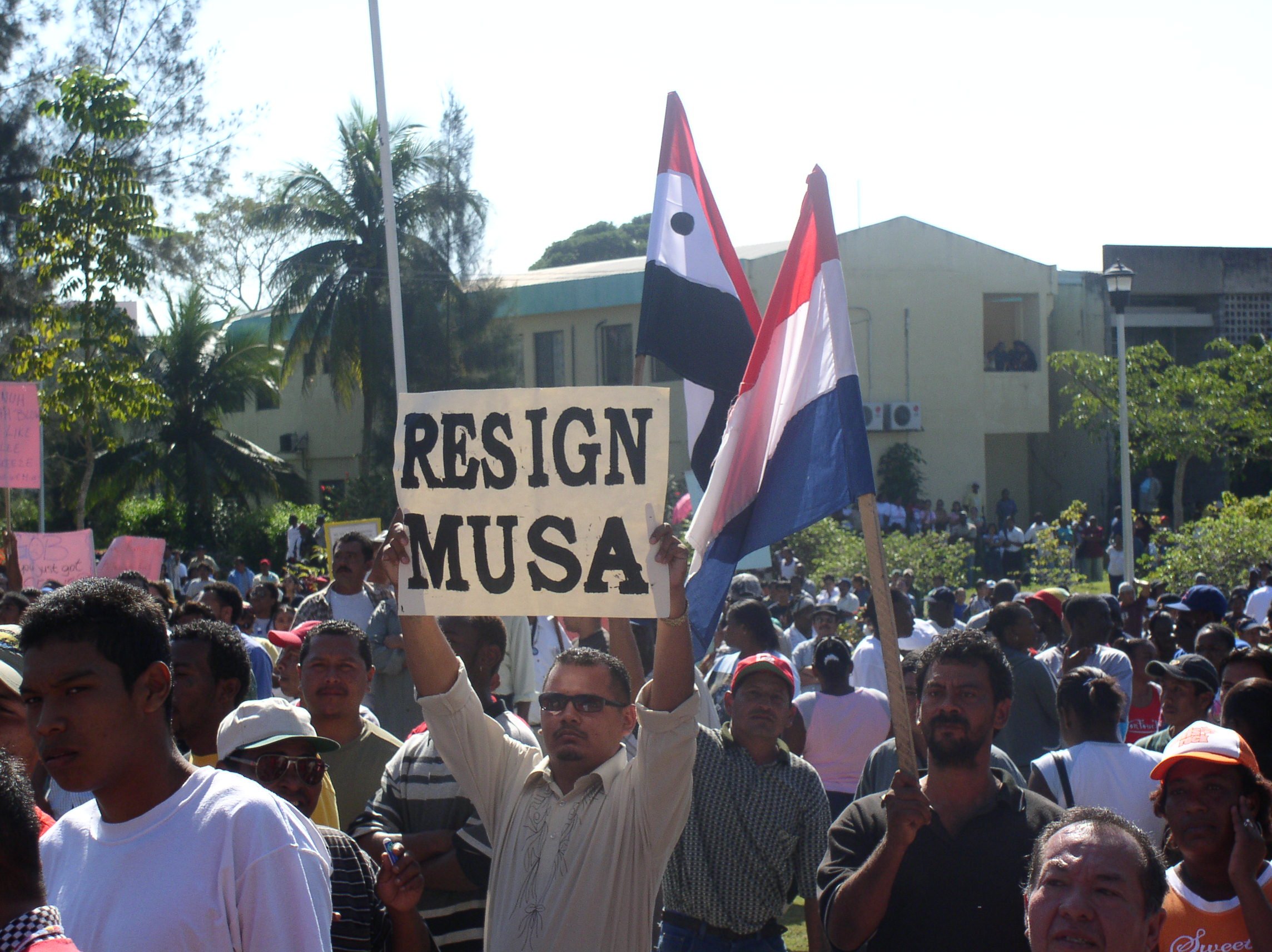
Foule devant l'Assemblée nationale, brandissant des banderoles appelant à la démission du premier ministre Said Musa.

Le 13 janvier 2005, le gouvernement de Said Musa a présenté son budget pour 2005-2006. Celui-ci prévoit une augmentation des taxes appliquées sur un grand nombre d'activités commerciales et de produits de base, dont une hausse de 11 % de la taxe sur la vente de biens immobiliers, une autre de 5 % concernant les institutions financières, une augmentation de 8 % sur le tabac et de 100 % sur le rhum. Bien que le gouvernement annonce que ces augmentations sont comparables à celle appliquées en 1998 sous le précédent gouvernement du Parti démocratique uni (UDP), ces taxes viennent s'ajouter à des années de frustration, ressentie par le peuple de Belize face aux erreurs de gestion financières présumées et aux corruptions menées par le Parti populaire uni (PUP)[réf. nécessaire]. Cela déclenche des protestations devant l'Assemblée nationale le 15 janvier, dont des confrontations violentes entre les manifestants et la police. Les manifestations se sont poursuivies toute la semaine.

## Déroulement

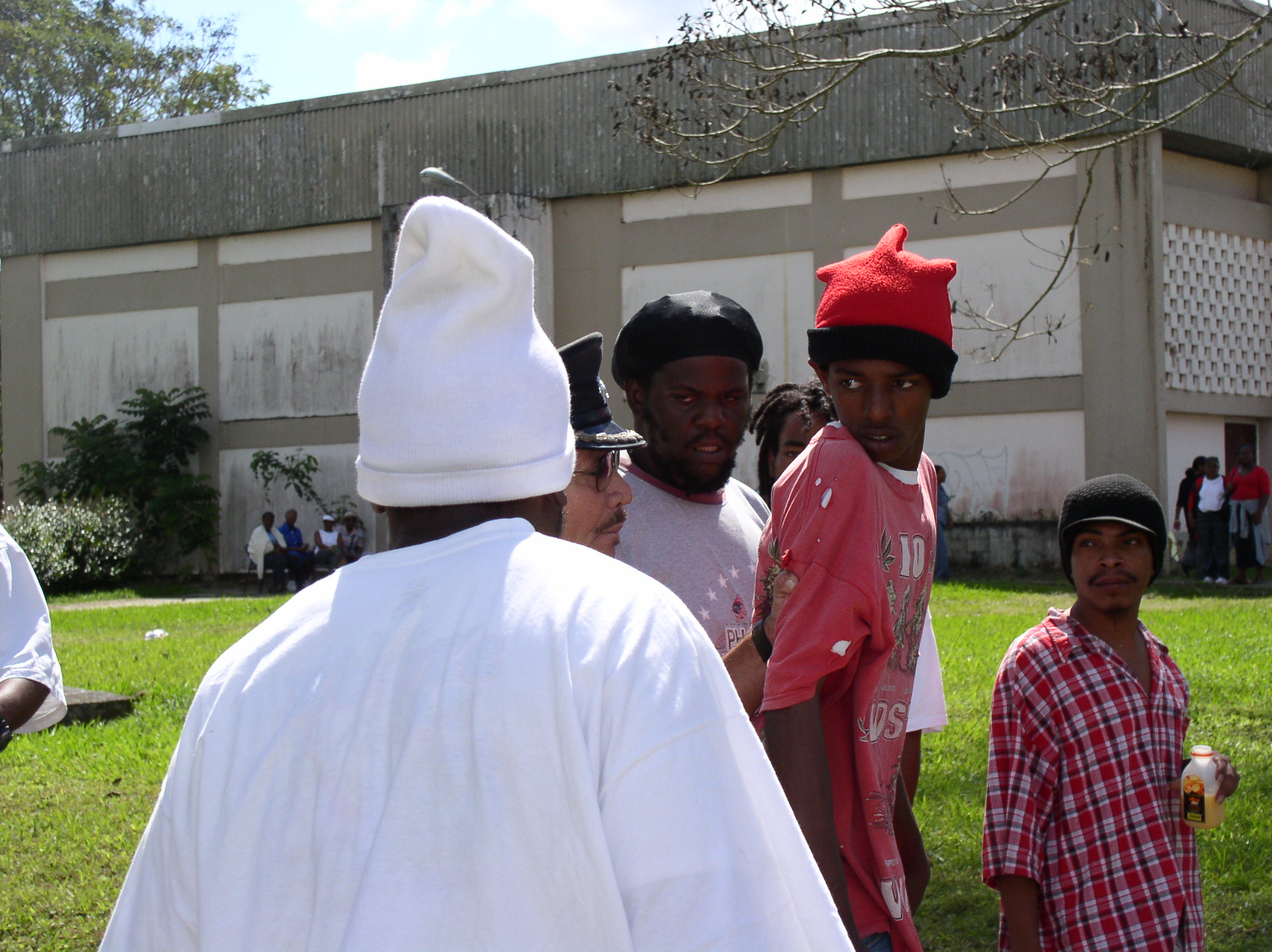
Manifestants arrêtés.

Le 20 janvier, les chefs d'entreprises et les syndicats de travailleurs lancent un appel pour une grève nationale de deux jours. De ce fait, l'approvisionnement en eau est coupé dans la plus grande partie de Belize. Le 21 janvier, les journalistes locaux signalent de nombreuses manifestations dispersées dans la capitale, Belmopan, certaines s'étant soldées par des incendies de bureaux gouvernementaux et l'établissement de barrages routiers. Le gouvernement a par la suite fait installer des caméras de surveillance sur certains immeubles devant lesquels les manifestants sont susceptibles de se rassembler, et organise la protection préventive des bâtiments. Une manifestation de grande ampleur est prévue par l'opposition le 21 janvier à Belmopan ; le parti au pouvoir prévoit également une contre-manifestation ce même jour.

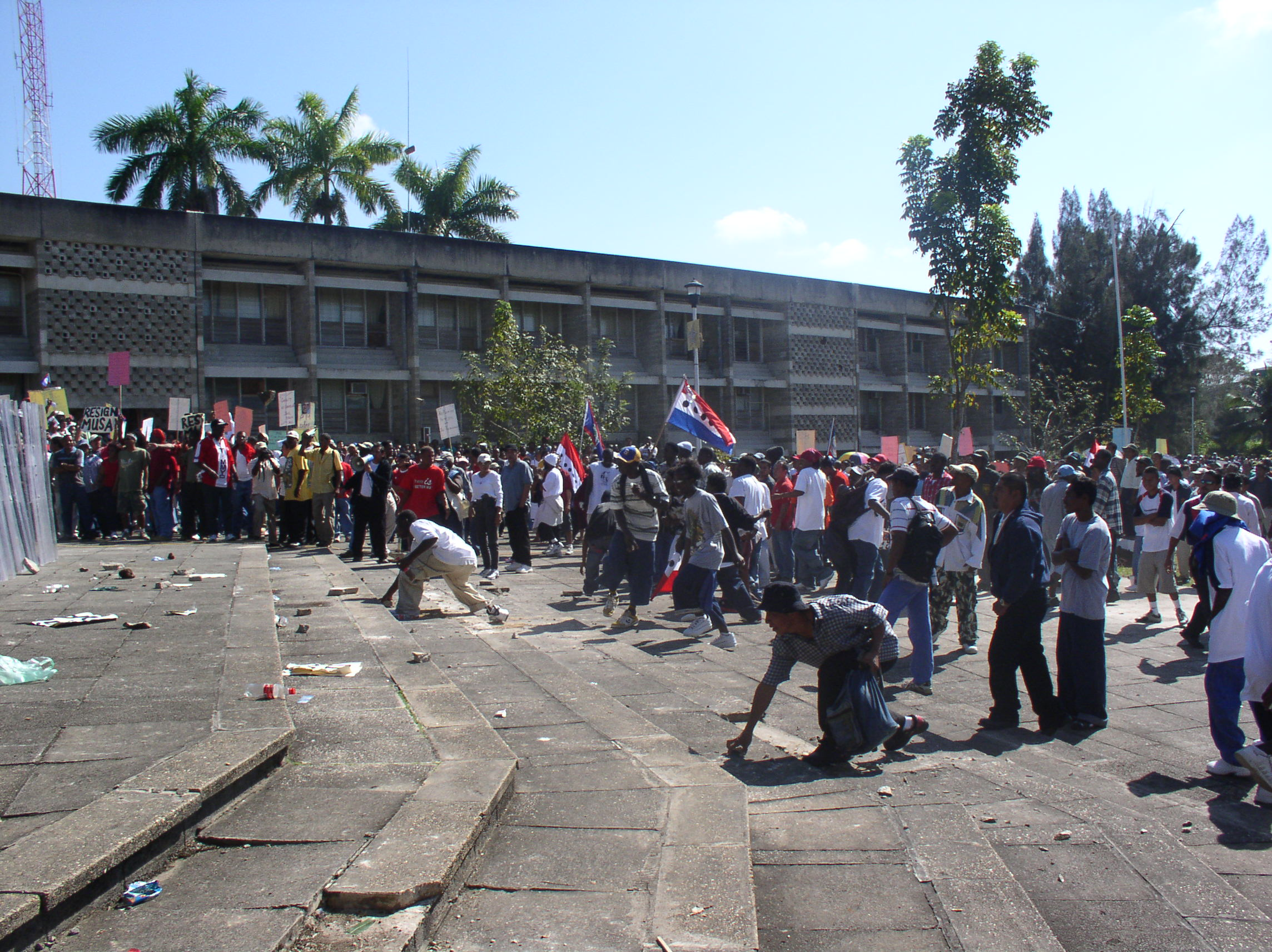
Manifestants jetant des pierres.

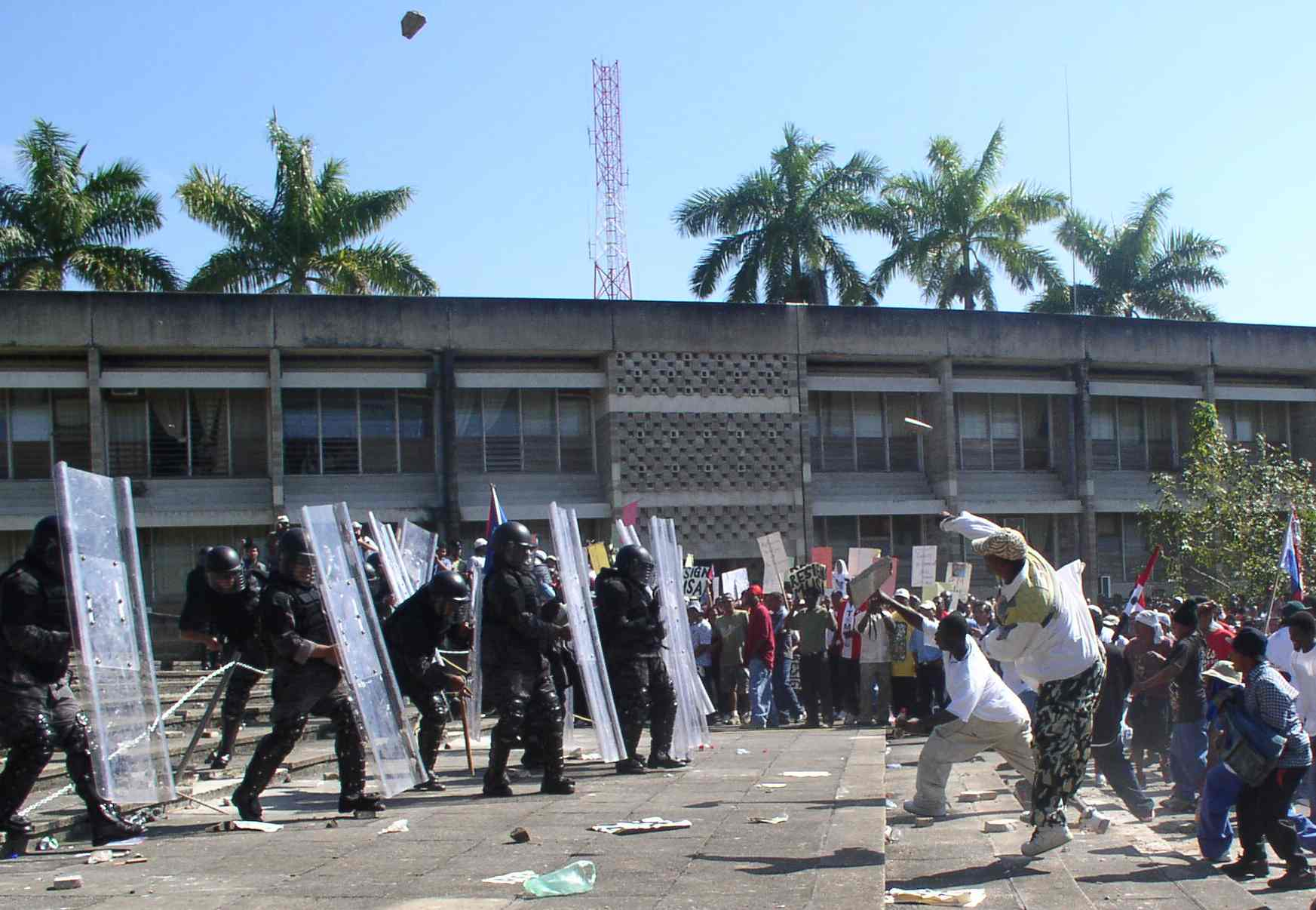
Manifestants jetant des pierres, une pierre lancée est visible en l'air.

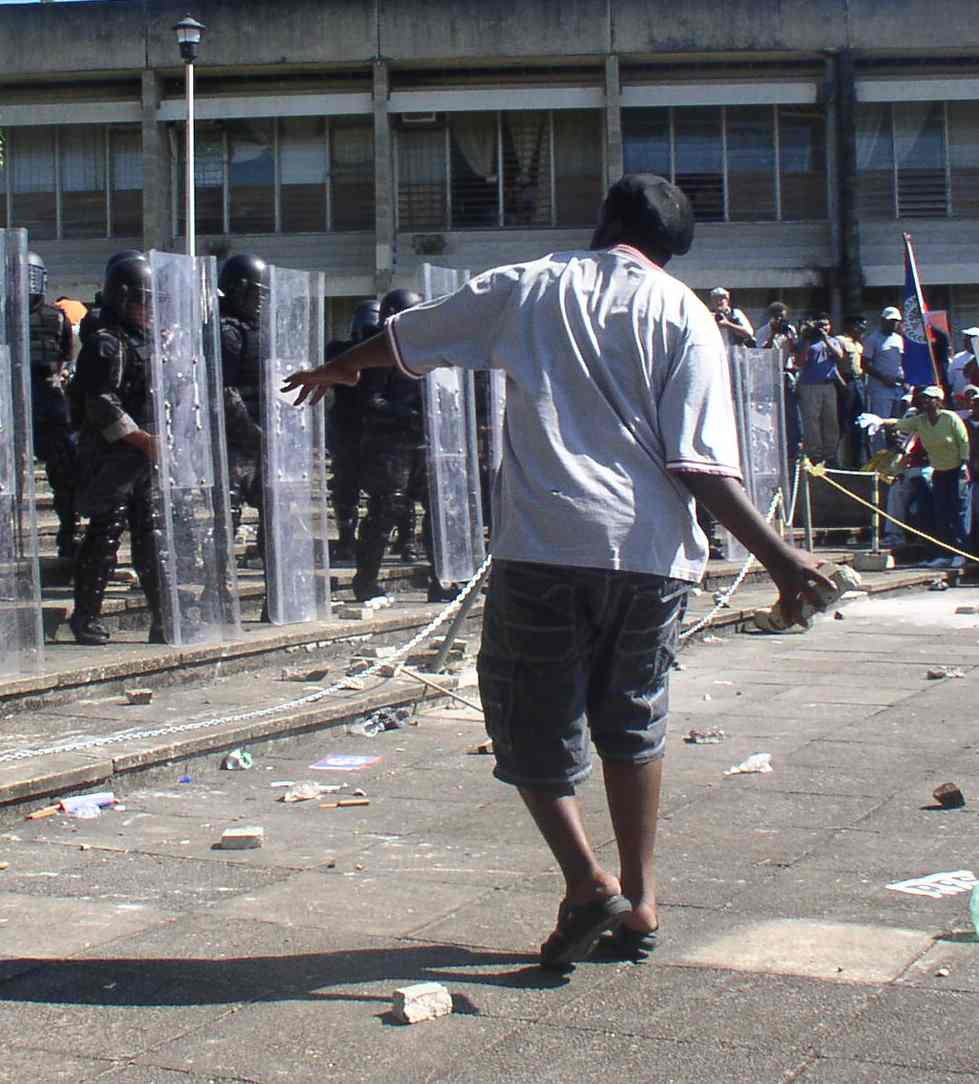
Une personne jetant des pierres.

C'est seulement la troisième fois que ce type de troubles agite Belize. La première remonte aux années 1950, la deuxième aux années 1980, lorsqu'une proposition de loi visant à céder une partie du pays au Guatemala avait provoqué une levée de boucliers.